# Gabriela Rangel
Gabriela Rangel (Caracas, 1963) es una curadora, investigadora y gestora cultural venezolana reconocida por su trabajo en la promoción de las artes visuales de América Latina a nivel internacional.

## Biografía
Nacida en Caraca, Rangel estudió Derecho y Comunicación Social en la Universidad Católica Andrés Bello en Caracas. Posteriormente, se especializó en Cine en la Escuela Internacional de Cine y Televisión en San Antonio de los Baños, Cuba. Obtuvo una maestría en curaduría en el Centro de Estudios Curatoriales de Bard College en Nueva York.
Entre 2004 y 2019 dirigió el departamento de Artes Visuales de Americas Society, el programa de arte más antiguo dedicado a Latinoamérica en Nueva York. Previamente, trabajó en el Consejo Nacional de la Cultura (CONAC), la Fundación Cinemateca Nacional, el Museo Alejandro Otero y el Museo de Bellas Artes de Houston.
En 2019 se convirtió en la primera mujer directora del Museo de Arte Latinoamericano de Buenos Aires, cargo al que renunció en junio de 2021.En su dirección, Rangel formó parte del núcleo fundador de la Red Argentina de Museos y Espacios de Arte (RAME), que tuvo un rol importante en la reapertura de los museos luego de la pandemia de COVID-19.
Rangel tuvo a su cargo muchos proyectos expositivos y editó publicaciones de artistas y escritores como Carlos Cruz-Diez, Jorge Luis Borges, Victoria Cabezas, Lydia Cabrera, Consuelo Castañeda, Juan Downey, Gego, Milagros de la Torre, José Leonilson, Facundo de Zuviría y Xul Solar, entre otros.
Algunos de sus proyectos expositivos más importantes incluyen:
- Erick Meyenberg, Re mayor no es azul (Museo Amparo, 2019).
- Lydia Cabrera and Edouard Glissant, Trembling Thinking (Americas Society, 2018-19).
- Jorge Eduardo Eielson (con Sharon Lerner, MALI, Lima, 2017-18).
- Archives of the Infra World: Nascimento-Lovera and Erick Meyenberg (Krinzinger Projekte, Viena, 2017).
- The wheel bears no resemblance to a leg (con Lucía Sanromán, Yerba Buena Center, San Francisco, 2017).
- The Art of Friendship: Xul Solar and Jorge Luis Borges (CCK, Buenos Aires, 2016).
- Arturo Herrera, Les Noces (Americas Society, 2011).
- Gordon Matta-Clark: Undoing Spaces (con Tatiana Cuevas, exhibida en Brasil, Chile y Perú entre 2009-2010).